# 3,3-dimetilbutil metilfosfonofluoridato
3,3-dimetilbutil metilfosfonofluoridato é um organofosforado sintético formulado em C7H16FO2P.